# SS Cufic (1888)
SS Cufic foi um navio construído pelo estaleiro Harland and Wolff, em Belfast, para a White Star Line.

## História
Ele foi destinado a operar como um portador de gado, deslocando 4 639 toneladas e concluído no dia 1 de dezembro de 1888. Seu navio irmão era o SS Runic. O seu primeiro comandante foi Edward John Smith, que também foi o comandante do RMS Titanic em sua viagem inaugural. O navio cargueiro navegou inicialmente na rota de Liverpool para Nova Iorque portando as cores da White Star Lin. Em 1896, Cufic foi fretado por uma companhia espanhola, renomeado de Nuestra Señora de Guadalupe. Ele desempenhou um papel na Revolução Cubana, transportando cavalos entre a Espanha e Cuba.
Em 1898, ele foi devolvido à White Star Line, retomando o nome Cufic. No entanto, ele foi vendido novamente, desta vez para a Dominion Line, em 1901, com seu nome alterado para Manxman. Em 1915, ele foi vendido mais uma vez, para uma linha de transporte do Canadá, mas permaneceu com o mesmo nome. Manxman foi utilizado como um transporte de tropas em 1917. Dois anos depois, ele foi vendido outra vez, para uma empresa de Nova Iorque.
No dia 18 de dezembro de 1919, durante uma tempestade, Manxman naufragou enquanto transportava trigo entre Portland e Gibraltar. O naufrágio resultou na morte de todos os quarenta membros da tripulação.